# ختير رفيع
ختير رفيع (الاسم العلمي: Cortinarius elatior)، نوع من الختير وفصيلة الختيريات. موطنه الأصلي أوروبا، يوجد في حراج السنديان. يعيش على الدبال. لحميته كانعة الصنف غير مرغوب فيها.